# Edamame
Edamame (枝豆) is een bereiding van in de peul gekookte sojabonen (nog groen), met een Oost-Aziatische oorsprong, voornamelijk gegeten in China, Korea en Japan.
In Japanse izakaya is edamame een populair bijgerecht, bekend als sakana, bij bier.